# Saghacetus
Saghacetus osiris
Genre
Espèce
Synonymes
- Basilosaurus osiris
- Dorudon osiris
- Zeuglodon osiris

Saghacetus est un genre éteint de baleines primitives appartenant à la famille des Basilosauridae, dont les représentants furent retrouvés dans la formation Qasr el Sagha (en), en Égypte. Les vestiges retrouvés sont datés de l'Éocène, plus précisément du Priabonien, période s'étendant d'il y a 37,8 à 33,9 millions d'années environ.
Le genre Saghacetus est monotypique et l'espèce type est Saghacetus osiris.

## Description
Saghacetus est plus petit que d'autres basilosauridés contemporains, comme le Dorudon, et ne mesure que 4 mètres, ce qui fait de lui l'un des plus petits spécimens de la famille des basilosauridés,. 

## Découverte et répartition

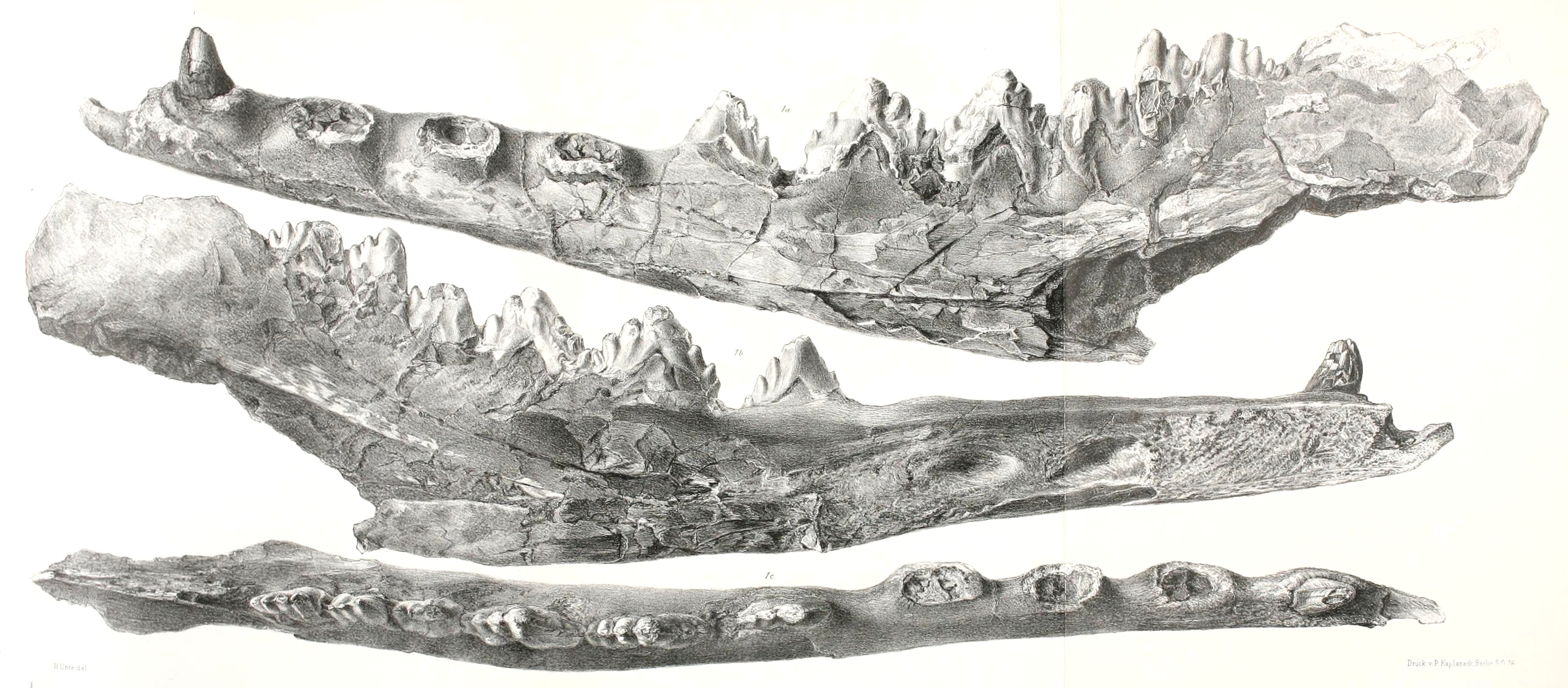
Mandibule de Saghacetus osiris, décrite par Wilhelm Dames en 1894 et ayant permis la description de l'espèce.

Wilhelm Dames (1843-1898), un paléontologue prussien, est le premier à décrire en 1894 l'espèce, tout d'abord sous le protonyme de Zeuglodon osiris, à partir d'une mandibule trouvée dans la formation Qasr el Sagha (en).
Le genre Saghacetus, établi en 1992, regroupe plusieurs espèces anciennement connues sous le nom de Dorudon osiris, Dorudon zitteli, Dorudon sensitivius et Dorudon eliottsmithii, incorrectement classifiées en tant que membres du genre Dorudon,. Saghacetus se distingue des autres basilosauridés par sa petite taille et par ses vertèbres caudales et lombaires plus allongées.
Les fossiles de Saghacetus ont exclusivement retrouvés en Égypte, dans la formation Qasr el Sagha (en), et datent d'il y a environ 35 millions d'années. L'analyse des sédiments de la formation révèle que Saghacetus, contrairement aux autres basilosauridés, vivait majoritairement dans des lagons, et non au large des côtes. 

#### Articles
- (de) Wilhelm Dames, « Ueber Zeuglodonten aus Aegypten und die Beziehungen der Archaeoceten zu den übrigen Cetaceen » [« À propos des Zeuglodons d'Égypte et les relations des Archéocètes aux autres cétacés »], Geologische und Paläontologische Abhandlungen, Berlin,‎ 1894, p. 189-222 (lire en ligne).
- (en) Philip D. Gingerich, « Marine mammals (Cetacea and Sirenia) from the Eocen of Gebel Mokattam and Fayum, Egypt: Stratiography, age and paleoenvironments », University of Michigan Papers on Paleontology, no 30,‎ 1992, p. 1-84.
- (nl) Sander Schouten, « De wervels van Basilosauridae; Een overzicht van en een vergelijking met raadselachtige vondsten uit de Noordzee », Cranium, Musée d'histoire naturelle de Rotterdam, vol. 28, no 2,‎ 2011, p. 17-25 (lire en ligne).

#### Ouvrages
- (en) Bernd Würsig (en), William F. Perrin (en) et Johannes Thewissen, Encyclopedia of Marine Mammals, Academic Press, 26 février 2009, 2e éd. (1re éd. 5 février 2002), 1352 p. (ISBN 9780080919935, lire en ligne).
- (en) Johannes Thewissen, The Walking Whales: From Land to Water in Eight Million Years, University of California Press, 13 novembre 2014, 245 p. (ISBN 9780520277069, lire en ligne).
- (en) Johannes Thewissen, The Emergence of Whales: Evolutionary Patterns in the Origin of Cetacea, Springer Science+Business Media, 13 novembre 2013, 2e éd. (1re éd. 31 octobre 1998), 477 p. (ISBN 9781489901590, lire en ligne).